# Foire de Guibray
La Foire de Guibray est une foire commerciale qui se tenait à Guibray, faubourg de Falaise, dans le département du Calvados en Normandie. Son rayonnement, s'étendant bien au-delà des frontières de la région Normandie, l'a fait apparenter selon certains auteurs à la Foire de Beaucaire.

## Histoire
La foire de Guibray serait née de l'opportunité d'un rassemblement religieux destiné à commémorer une découverte d'une statue de Vierge à l'Enfant. Une chapelle sera édifiée sur les lieux de la découverte, remplacée par l'actuelle église Notre-Dame de Guibray.
L'organisation de la foire serait due à Robert Ier de Normandie.
Le rayonnement de l'événement devient important au cours du Moyen Âge et « dépasse largement le cadre de la Normandie ». La foire ouvrait traditionnellement le mercredi avant l'Assomption et durait environ deux semaines. Au début du XVIe siècle, elle est citée par Jean Marot au même titre que les foires de Lyon, Anvers et la foire du Lendit.
La foire a peut-être eu un rôle de diffusion des idées de la Réforme protestante au XVIe siècle, et conserve un rôle économique important tout au long de l'époque moderne.
À partir de la fin du XIXe siècle, face à la concurrence, la foire se limite à une simple foire aux bestiaux, puis au cours du XXe à une fête foraine qui finit par disparaitre en 1982.

## Localisation et équipements
Des équipements destinés à accueillir les marchands forains ont été bâtis durant l'époque moderne, les loges de la foire de Guibray, dont nombre ont été détruites lors des combats de la bataille de Normandie particulièrement féroces à Falaise. Certaines ont fait l'objet d'une inscription comme monument historique depuis le 19 août 1975.